# Physocypria inequivalva
Physocypria inequivalva är en kräftdjursart som först beskrevs av Turner 1893.  Physocypria inequivalva ingår i släktet Physocypria och familjen Cyprididae. Inga underarter finns listade i Catalogue of Life.